# Sulle corde di Aries
| Recensione              | Giudizio       |
| ----------------------- | -------------- |
| AllMusic                |                |
| Ondarock                | Pietra miliare |
| Dizionario del pop-rock |                |
| Cesare Rizzi            |                |
| Piero Scaruffi          |                |

Sulle corde di Aries è il terzo album del cantautore italiano Franco Battiato pubblicato dalla casa discografica Bla Bla nel dicembre 1973.

## Descrizione
Continuando le sperimentazioni dei due dischi precedenti, Battiato pubblica quello che da alcuni critici è considerato il suo disco più riuscito di questo periodo, e da cui ha recuperato ben due canzoni (Sequenze e frequenze e Aria di rivoluzione) nel suo album dal vivo Giubbe rosse.
 In un'intervista del gennaio 1992 pubblicato sulla prima ristampa in CD per la Artis Records, l'artista ripostese spiega la genesi dell'album:
La canzone iniziale, Sequenze e frequenze, è un lungo brano che occupa tutto il lato uno, ed è suddiviso musicalmente in cinque parti, con un breve testo (La maestra in estate ci dava ripetizioni nel suo cortile, / io stavo sempre seduto sopra un muretto a guardare il mare, / ogni tanto passava una nave) con tematiche nostalgiche che ritorneranno spesso nel Battiato del decennio successivo (si pensi a canzoni come Stranizza d'amuri, Zone depresse o Mesopotamia). 
Anche Aria di rivoluzione parte dai ricordi del passato, in particolare del padre camionista in Africa Orientale al tempo del colonialismo fascista (Quell'autista / in Abissinia / guidava il camion fino a tardi) e della seconda guerra mondiale (A quel tempo in Europa c'era un'altra guerra / e per canzoni solo sirene d'allarme). Con un brusco salto temporale, il testo torna all'attualità degli anni Settanta, su cui incombe la minaccia della violenza terroristica (Passa il tempo, sembra che non cambi niente [...] Ho già sentito aria di rivoluzione / ho già sentito gridare chi andrà alla fucilazione). Tra le due strofe, la cantante Jutta Nienhaus recita in tedesco la poesia Genossen, wer von uns wäre nicht gegen den Krieg? ("Compagni, chi di noi non sarebbe contro la guerra?") di Wolf Biermann. La canzone è stata reinterpretata dai CSI nell'album dal vivo unplugged In quiete (ma non incluso nel cd) e da Maria Devigili nell'album del 2012 Motori e Introspezioni.
Tra i musicisti che suonano nell'album oltre ad alcuni già presenti nei dischi precedenti, possiamo ricordare il soprano Rossella Conz, che è stata anche musicista ed autrice di testi per Al Bano (suo è il testo della nota Pensieri P 33, lato B di Nel sole), la cantante degli Analogy, Jutta Nienhaus e la violoncellista Marti Jane Robertson (nella copertina è però citata come Jane Robertson), componente della Organic Music di Don Cherry.

L'album fu registrato negli studi Regson di Milano; i tecnici del suono sono Luciano Marioni e Gianluigi Pezzera, mentre le fotografie all'interno della copertina sono di Ghigo Agosti: in una di esse Battiato è insieme a Stomu Yamashta, con cui fece un tour dopo l'uscita del disco Pollution, un secondo scatto lo ritrae a colloquio con Karlheinz Stockhausen.
È uno dei Long Playing di Franco Battiato presenti nella guida "I 100 migliori dischi del Progressive italiano", pubblicata nel 2014 da Tsunami Edizioni (a cura di Mox Cristadoro).
Nel 1992 il disco è stato ristampato in formato CD con etichetta Artis Records e mantenimento della grafica originale del vinile; una successiva ristampa del 1998 ad opera della BMG ha invece mantenuto solo la copertina esterna ma non l'interno.
Nel 2010 l'album è stato ristampato in formato vinile (180 grammi) da Sony Music; inoltre tra il 2017 ed il 2022 si possono contare altre tre ristampe in vinile, di cui una ad edizione limitata (1000 esemplari) color giallo pubblicata nel 2021 sempre dalla Sony Music.

## Tracce
Testi e musiche di Franco Battiato.
Lato A
1. Sequenze e frequenze – 16:22

Lato B
1. Aries – 5:27
2. Aria di rivoluzione – 5:02
3. Da oriente a occidente – 6:33

## Formazione
- Franco Battiato: voce, chitarra, VCS3, piano preparato, testi, musiche
- Gianni Mocchetti: chitarra, mandola, voce
- Gianfranco D'Adda: percussioni
- Marti Jane Robertson: violoncello (in Aria di rivoluzione)
- Gianni Bedori: sax tenore (in Aries)
- Daniele Cavallanti: clarino, sax soprano in (Aria di rivoluzione)
- Gaetano Galli: oboe (in Da oriente a occidente)
- Rosella Conz: soprano (in Sequenze e frequenze)
- Jutta Nienhaus: soprano (in Sequenze e frequenze, Da oriente a occidente); voce recitante in tedesco (in Aria di rivoluzione)
- Orchestra di fiati del Conservatorio di Milano